# 荒川龍太
荒川 龍太（あらかわ りゅうた、1994年8月3日 - ）は、日本の男子ローイング選手（ボート選手）。NTT東日本漕艇部所属。2018年アジア競技大会ボート男子シングルスカル銅メダル。

## 人物・経歴
神奈川県横浜市出身。聖光学院中学校・高等学校を経て、2017年一橋大学法学部卒業。NTT東日本シンボルチーム漕艇部所属。2018年アジア競技大会ボート男子シングルスカルで銅メダル獲得。コーチはドルフマン・ギザビエ。
2020年東京オリンピックにボート男子シングルスカルで出場し、オープン種目として日本勢男子25年ぶりの出場を果たす。
東京オリンピックボート競技シングルスカルでは準決勝2組で6着となり決勝には進めなかった。
2022年アジア競技大会ボート男子シングルスカルで銀メダル獲得。
2023年ローイングワールドカップ第2戦にボート男子シングルスカルで出場し、銅メダル獲得。体重制限のない種目で日本勢がW杯の表彰台に立つのは初めて。
2024年2月28日男子シングルスカルの2024年パリオリンピック代表選考レースにて、2大会連続の代表に内定。